# ことばの梯子
ことばの梯子（ことばのはしご、英: word ladders）は、『不思議の国のアリス』の作者として知られるルイス・キャロルが世に広めた言葉遊びもしくはパズルの一種である。2つの英単語がお題として与えられたとき、片方の単語から始めて1つのアルファベットを変えることを繰り返すことによって、他方の単語に行き着く「単語の連鎖」が解となる。キャロル自身は、この遊びを最初はことばのリンク (word links) と呼び、公表時にはダブレット (doublets) と呼んだ。後世には様々な呼び名が用いられており、「段ことば」(stepwords)「転移」(transitions)「ことばのチェーン」(word chains)「ことばのゴルフ」(word golf) などがある。

## ルール
プレイヤーは「始めの単語」と「終わりの単語」を与えられる。ゲームをクリアするためには、始めの単語を少しずつ変形して終わりの単語に変えなければならない。一回の変形では、ひとつのアルファベットを別のアルファベットに変えることが許される。もちろん、各段階においては、英単語としてありふれたものになっていなければならない。例えば、"cold" を "warm" に変えよ、というパズルに対しては、以下のような解がある。
当然ながら、始めの単語と終わりの単語は、同じ数のアルファベットから成っていなければならない。パズルとして興味深いものにするために、始めの単語と終わりの単語は何らかの関係を持たせることが多い。類義語であったり、対義語であったり、意味的にその他の関係があったり、というように。キャロルが最初に雑誌で発表したときも、この手法であった。例えば、「黒を白に変えよ」(Change BLACK to WHITE)「お茶を熱くせよ」(Make TEA HOT)「1を2に増やせ」(Raise ONE to TWO) といった具合である。
どのような語を用いてよいか、については議論の余地がある。キャロルは、「良い社会 (good society) で用いられる語」と述べることにより、俗語や卑語の類を暗に禁じた。形容詞・副詞の比較級・最上級は用いてよいとしたが、動詞から派生した名詞（read に対する reader など）は禁じた。名詞の複数形や動詞の3人称単数現在形の語尾変化は許されるが、固有名詞は望ましくないとキャロルは考えていた。ゲームの流行による議論が絶えなかったため、最終的に、キャロルは語彙集を出版することで当時の共通ルールとした。
一般に、連鎖が短いほど良い解だとされる。また、文字数の多いお題に対する解の方が価値が高いとされる。実際、キャロルはこの考えを反映した解の評価式を考案した。
変形ルールとして、アルファベットを加える、削除する、並べ替える (アナグラム) ことを許す場合もある。このうち、アナグラムを取ることは、キャロル自身が提案したものである。

## 歴史

### ルイス・キャロル
ルイス・キャロル（本名：チャールズ・ラトウィッジ・ドジソン）は、1877年のクリスマスの日に、暇を持て余した2人の少女のためにこの遊びを提案したという。翌年3月12日のキャロルの日記には、"Word Links" の名で言及されており、ディナーパーティの客に披露したことが記されている。イギリスの雑誌『バニティ・フェア』1879年3月29日号からパズルの連載を始め、同年 "Doublets, a word-puzzle" の題で、ゲームに用いてよい語彙集を含めた本を出版している。この本の表紙には、『マクベス』からの引用 "Double, double, Toil and trouble."（倍のまた倍、苦しめもがけ）が記されており、「ダブレット」という名はここに由来すると考えられる。なお、キャロルは「ダブレット」という語で、この遊びそのものという意味の他に、お題として与えられる単語の対という意味も与えている。

### 後世の反響
生物学者ジュリアン・ハクスリーの母親ジュリア・アーノルドは、キャロルに遊びを教えてもらった2人の少女のうちの1人である。ハクスリーは、幼少のころにこのパズルでよく遊んだと回想している。
パズル作家のヘンリー・アーネスト・デュードニーは、1925年に kaiser（ドイツ皇帝）を porker（豚）に変える、という反ドイツ感情を表したパズルを作成した。解は以下の通り。
J. E. サリックと L. M. コナントは、1927年に『梯子文字』(Laddergrams) と題するパズル集を出版した。その中で、15回の変形を必要とする例を2つ紹介している。以下は、そのうちの1つである。
ウラジーミル・ナボコフの小説『青白い炎』（1962年）において、語り手が「ことばのゴルフ」についての記録を披露する場面がある。その記録とは、hate（憎）を love（愛）に変えるのに3段階、lass（娘）を male（男）に変えるのに4段階、live（生）を dead（死）に変えるのに lend を間に挟んで5段階だという。小説中では解答は与えられていないが、ナボコフは以下の解を想定していたと推測される。
生物学者ジョン・メイナード＝スミスは、キャロルによるお題「猿を人間に進化させよ」(Evolve MAN from APE) を引き合いに出し、ことば梯子で語が変化する様子と、生物の進化の過程で DNA の配列が変化する様子が類似していると語った。マーティン・ガードナーが『サイエンティフィック・アメリカン』誌のコラム「数学ゲーム」において、このお題に対するキャロル自身の解
を紹介したところ、2人の読者からより短い解
が寄せられた。なお、opt（選択する）はキャロルの語彙集には掲載されていない。

## 計算機を用いた分析
計算機科学者のドナルド・クヌースは、計算機を用いて5文字の単語のことば梯子について調べた。彼は、3文字の単語では簡単すぎるし、6文字の単語では解の存在するペアが少なすぎて面白くない、と考えた。クヌースは、非常によく使われる5757個の5文字の英単語（固有名詞は含まないが、語尾変化は許す）について調べ、どの組み合わせに解が存在するかを完全に調べた。その結果、多くの組み合わせで解が存在する一方、671個の単語は1回も変形できないことが分かった。クヌースは、このような単語を "aloof"（よそよそしい）と呼んだ。実際、aloof という単語自身がそのような性質を持つ。
数学的には、グラフ理論におけるグラフを調べることに帰着される。単語を頂点とし、1回の変形で移り合える単語同士を辺で結んだグラフを考えるのである。クヌースは、5757個の頂点と14135個の辺を持ったグラフを調べたことになる。パズルを解くことは、2つの頂点を結ぶ道を見つけることに対応し、計算機を用いれば一瞬の作業である。aloof が671個あることは、孤立点が671個あることに対応する。また、2つの頂点のみからなる連結成分は103個であった。例えば、odium（憎悪）と opium（アヘン）のペアがそうであり、これらは他の単語に変形することができない。さらに、頂点の次数の最大値は25であった。すなわち、2つの単語 bares と cores が25個の他の単語と隣接しており、これより多くの単語と隣接する単語はない。

## 関連文献
- マーティン・ガードナー、門馬義幸・門馬尚子訳『ルイス・キャロル 遊びの宇宙』白揚社、1998年、pp. 125-176. ISBN 978-4826900812
- ルイス・キャロル著、柳瀬尚紀編集『不思議の国の論理学』ちくま学芸文庫、2005年、pp. 48-62. ISBN 978-4480089236